# Adell
Adell è un villaggio statunitense di 920 abitanti della contea di Sheboygan, Wisconsin.